# Римарівка (Подільський район)
Ри́марівка (Реймарівка, Вовча) — село Окнянської селищної громади Подільського району Одеської області України. Населення становить 351 осіб.

## Географія
Селом тече річка Томашлик.

## Історія
27 березня 2015 року в Римарівській школі відкрито меморіальну дошку випускникові Миколі Антипову.
12 червня 2020 року, відповідно до Розпорядження Кабінету Міністрів України від № 724-р «Про визначення адміністративних центрів та затвердження територій територіальних громад Одеської області», увійшло до складу Окнянської селищної громади.
19 липня 2020 року, в результаті адміністративно-територіальної реформи і ліквідації Окнянського району, село увійшло до складу новоутвореного Подільського району.

## Населення
У 1886 році у Кремпульці (Нова Кошарка) Кошарської волості Тираспольського повіту Херсонської губернії мешкало 495 осіб, було 103 двори.
Згідно з переписом УРСР 1989 року чисельність наявного населення села становила 359 осіб, з яких 159 чоловіків та 200 жінок.
За переписом населення України 2001 року в селі мешкало 350 осіб.

### Мова
Розподіл населення за рідною мовою за даними перепису 2001 року:
| Мова       | Відсоток |
| ---------- | -------- |
| українська | 86,61 %  |
| молдовська | 9,69 %   |
| російська  | 3,42 %   |
| болгарська | 0,28 %   |

## Персоналії
Антипов Микола Павлович (1993—2014) — солдат Державної прикордонної служби України, учасник російсько-української війни.
Юзленко Онисим Григорович (1880-08.07.1924) -  вояк армії УНР у Тираспольському повіті, розстріляний  органами ЧК